# محمدعلی رامین
محمّدعلی رامین (زادهٔ بهمن ۱۳۳۲، دزفول) معاون مطبوعاتی و اطلاع‌رسانی وزارت فرهنگ و ارشاد اسلامی در دولت دهم بود. شهرت وی به دلیل ۹ لغو امتیاز، ۱۵ توقیف و ۶۱ تذکر کتبی بود که در حدود ۱۳ ماه حضور به عنوان معاون مطبوعاتی و اطلاع‌رسانی وزارت فرهنگ و ارشاد اسلامی دولت دهم، به نشریات ایرانی داد که رکوردی در نوع خود محسوب می‌شود.
رامین در تاریخ ۱۰ آبان ۱۳۸۸، معاون مطبوعاتی وزارت فرهنگ و ارشاد اسلامی شد. از او به عنوان تحلیلگر سیاسی رئیس‌جمهور (احمدی‌نژاد) و مبدع بحث‌های مربوط به انکار هولوکاست نام برده می‌شود. دوره یکساله معاونت وی با ثبت رکورد جدیدی در توبیخ و توقیف مطبوعات منتقد دولت در تاریخ ایران همراه بود. با این وجود، وی در مصاحبه‌ای با روزنامه شرق، بستن روزنامه‌ها را یک دروغ بزرگ خواند و مدعی شد که برخوردی دوستانه با روزنامه‌نگاران داشته است. رامین، در ۲۹ آذر ۱۳۸۹ از سمت معاونت مطبوعاتی وزارت فرهنگ و ارشاد اسلامی برکنار و به جای وی، محمدجعفر محمدزاده، رئیس سابق دفتر محمدرضا رحیمی، معاون اول رئیس‌جمهور اسلامی ایران، به این مقام منصوب شد. وی در ۴ فروردین ۱۳۹۱ توسط اتحادیه اروپا به اتهام نقض گسترده و شدید حقوق شهروندان ایرانی از ورود به اتحادیه اروپا ممنوع و دارایی‌های وی توقیف شد.

## دیدگاه‌ها در مورد هولوکاست
رامین در دسامبر ۲۰۰۶ همایشی را با عنوان همایش بین‌المللی بررسی هولوکاست: چشم‌انداز جهانی در تهران سازماندهی و برگزار کرد. عموم شرکت کنندگان در این همایش، حامیان سیاست‌های راست افراطی و فعالین سیاسی چون دیوید دوک و روبر فوریسون بودند.
رامین همچنین پیشنهادی برای ایجاد یک کمیته جهت بررسی وقوع هولوکاست به احمدی‌نژاد ارائه کرده است.

## تحریم اتحادیه اروپا
اتحادیه اروپا طی تصمیم مورخ ۴ فروردین ۱۳۹۱، هفده مقام ایرانی از جمله محمدعلی رامین را به دلیل نقشی که در نقض گسترده و شدید حقوق شهروندان ایرانی داشته‌اند، از ورود به کشورهای این اتحادیه محروم کرد. کلیه دارایی‌های این مقامات نیز در اروپا توقیف خواهد شد.

## موارد نقض حقوق بشر
براساس بیانیه اتحادیه اروپا، محمدعلی رامین معاون پیشین مطبوعاتی وزارت ارشاد، به سانسور مطبوعات و داشتن مسئولیت مستقیم در توقیف چند روزنامه و برخورد و بازداشت روزنامه نگاران متهم است.

## تحصیلات
رامین تحصیلات اولیه را در دزفول و خرمشهر و آبادان طی کرده است.
وی فارغ‌التحصیل دوره تخصصی کالج آموزش فنی ـ حرفه‌ای از دانشگاه فنی کارلسروهه و دانشگاه فنی کلاوستال آلمان است و سپس تحصیلات خود را در دانشگاه فنی کلاوستال آلمان در رشته مهندسی روش‌های صنعتی و فوق مهندسی مکانیک عمومی تا مقطع دکترای مهندسی ادامه داده ولی به علت اخراج از آلمان آن را نیمه کاره رها کرده است.
وی در سال ۱۹۸۲ میلادی به اتهام برخورد خشونت‌آمیز در یک گردهمایی دانشجویی توسط پلیس آلمان دستگیر و نزدیک به یک سال را در زندان براونشوایگ سپری کرد. پس از آزادی از زندان که به گفتهٔ وی با تلاش‌های حکومت ایران میسر شد، اجازه یافت تا تحصیل خود را در دانشگاه فنی کلاوستال آلمان ادامه دهد. او از سال ۱۹۷۱ تا ۱۹۹۴ در آلمان زندگی کرد و به دلیل ارتباط با حزب راست‌گرای افراطی دموکرات ملی آلمان، از این کشور دیپورت شد.

## سمت‌های پیشین
1. دبیرکل جمعیت دفاع از اقلیت‌های مسلمان در غرب
2. پایه‌گذار هسته‌های فداییان ولایت
3. دبیرکل جهانی هولوکاست
4. دبیرکل سازمان امت اسلامی
5. مسوول اتحادیهٔ راه اسلام در اروپا
6. مدیر مسوول ماهنامهٔ امامت
7. دبیر کمیتهٔ سیاسی ائتلاف رایحه خوش خدمت
8. مشاور رئیس سازمان صدا و سیما
9. پایه‌گذار انجمن اسلامی دانشجویان در دانشگاه فنی کلاوستال
10. عضو هیئت علمی دانشگاه پیام نور

## توبیخ‌ها و توقیف‌ها
رامین در دوره حدوداً یکساله‌اش در سمت معاونت مطبوعات وزارت فرهنگ و ارشاد اسلامی دولت دهم، اقدام به تعطیلی و سلب امتیاز مطبوعات متعددی کرد که عبارت اند از:
| تاریخ            | نام نشریه | توضیحات |
| ---------------- | --- | --- |
| ۱۱ آبان ۱۳۸۸     | روزنامه سرمایه | لغو امتیاز |
| ۲ آذر ۱۳۸۸       | روزنامه خبر | دریافت تذکر کتبی |
| ۲ آذر ۱۳۸۸       | روزنامه همشهری | توقیف چند روزه |
| ۱۴ آذر ۱۳۸۸      | روزنامه‌های اسرار، آفتاب یزد، حیات نو و اعتماد | دریافت تذکر کتبی بخاطر القاء اختلاف میان مسئولان و تقطیع اظهارات ایشان |
| ۱۶ آذر ۱۳۸۹      | حیات نو | توقیف مادام‌العمر |
| ۲۱ آذر ۱۳۸۸      | آفتاب یزد | دریافت تذکر کتبی بخاطر درج یک آگهی تبلیغاتی برای رسانه‌های غیر ایرانی در شماره پنج‌شنبه ۱۹ آذر ۱۳۸۸ |
| ۲۴ آذر ۱۳۸۸      | روزنامه روزان | دریافت تذکر کتبی بخاطر پخش شایعه |
| ۲۴ آذر ۱۳۸۸      | نشریات فرهنگ و هنر، نقش آفرینان و آهنگ زندگی | دریافت تذکر کتبی بخاطر استفاده ابزاری از افراد (اعم از زن و مرد) در تصاویر و محتوی، تحقیر و توهین به جنس زن، تبلیغ تشریفات و تجملات نامشروع و غیرقانونی و استفاده از ادبیات سخیف |
| ۲۸ آذر ۱۳۸۸      | روزنامه‌های اندیشه نو، جهان اقتصاد، اعتماد، مردم‌سالاری | دریافت تذکر کتبی بخاطر سانسور و تحریف تصویری حرکت مردمی |
| ۳۰ آذر ۱۳۸۸      | روزنامه اندیشه نو | توقیف چندساله |
| ۳۰ آذر ۱۳۸۸      | نشریات پنجره، تهران امروز، آیین و بهار زندگی | دریافت تذکر کتبی |
| ۲ دی ۱۳۸۸        | روزنامه آرمان روابط عمومی و هفته‌نامه موج اندیشه | دریافت تذکر کتبی |
| ۷ دی ۱۳۸۸        | روزنامه آفتاب یزد | تذکر کتبی بخاطر انتشار القائات ضدانقلاب |
| ۸ دی ۱۳۸۸        | روزنامه اعتماد | انتشار اطلاعیه رسمی در خصوص تخلف روزنامه اعتماد در خصوص پوشش اخبار مربوط به عاشورای ۸۸ |
| ۱۳ دی ۱۳۸۸       | روزنامه اعتماد | دریافت تذکر کتبی بخاطر درج مطلبی در شماره ۲۱۴۱ مورخ ۱۳ دی ۱۳۸۸ با عنوان «آیا مرجعیت سلب کردنی است؟» |
| ۱۴ دی ۱۳۸۸       | روزنامه‌های جمهوری اسلامی، اعتماد، آرمان روابط عمومی، فرهنگ آشتی، آفتاب یزد، کارون و هفته‌نامه پنجره                                                                                             | دریافت تذکر کتبی به روزنامه‌های جمهوری اسلامی و فرهنگ آشتی به دلیل درج خبر بیانیه جدید میرحسین موسوی، تذکر کتبی به روزنامه آفتاب یزد به دلیل انتشار خفیف مراسم سوگواری محرم، تذکر کتبی به مجله پنجره به دلیل درج تصویر اشو، تذکر کتبی به روزنامه اعتماد به دلیل درج خبر اعلام نظر جامعه مدرسین حوزه علمیه قم پیرامون عدم صلاحیت یوسف صانعی، تذکر کتبی به روزنامه کارون به دلیل درج تیتر «تجمع علیه حوادث عاشورا در ایران» که فاقد به نمایش‌گذاری ابعاد گسترده راهپیمایی مخالفان جنبش سبز بوده است. |
| ۱۹ دی ۱۳۸۸       | روزنامه‌های جمهوری اسلامی، فرهنگ آشتی، دنیای اقتصاد، روزان، اعتماد و بهار | دریافت تذکر کتبی بخاطر تفرقه‌افکنی، شایعه‌سازی، تحریف و پخش مطالب خلاف در خصوص نظر مراجع در خصوص تقلید از صانعی |
| ۲۰ دی ۱۳۸۸       | روزنامه اعتماد | دریافت تذکر کتبی بخاطر درج مطلبی انتقادآمیز به معاونت مطبوعاتی، با عنوان «مطبوعات، به صف، صف» |
| ۲۱ دی ۱۳۸۸       | هفته‌نامه همت | دریافت تذکر کتبی به دلیل توهین به برخی مراجع دینی و اکبر هاشمی رفسنجانی در صفحه اول شماره ۶ خود در تاریخ ۲۰ دی همان سال در مقاله و تصویری با عنوان «همه یاران هاشمی». دو روز بعد از این تذکر، قوه قضائیه، اقدام به توقیف این روزنامه نمود. |
| ۲۶ دی ۱۳۸۸       | روزنامه ابرار | دریافت تذکر کتبی به دلیل درج خبری در انتقاد از رویه روزنامه‌نگاری هفته‌نامه همت؛ در مطلبی با عنوان «تهمت جایگزین همت». |
| ۲۷ دی ۱۳۸۸       | روزنامه ابتکار | دریافت تذکر کتبی |
| ۲۸ دی ۱۳۸۸       | هفته‌نامه‌های همت، فرهنگ آشتی و موج اندیشه و روزنامه‌های اعتماد و آفتاب یزد | لغو امتیاز نشریه‌های همت، فرهنگ آشتی و موج اندیشه، تذکر کتبی به روزنامه‌های اعتماد و آفتاب یزد شعبه ۲۹ دادگاه حقوقی تهران، روز ۱۷ بهمن، ادامه انتشار روزنامه فرهنگ آشتی را بلامانع دانست. |
| ۳۰ دی ۱۳۸۸       | روزنامه‌های تهران امروز، بهار، توسعه، روزان، جهان اقتصاد، اطلاعات، اعتماد، اسرار، جهان صنعت، مردم‌سالاری، آرمان روابط عمومی، جمهوری اسلامی، پول، فرهیختگان و آفرینش                              | دریافت تذکر کتبی |
| ۱۰ اسفند ۱۳۸۸    | روزنامه‌ای اعتماد، کیهان و عصر مردم؛ هفته‌نامه ایران‌دخت و فصلنامه سینا | توقیف اعتماد و لغو امتیاز ایران‌دخت و سینا و تذکر کتبی به کیهان و عصر مردم |
| ۱۷ اسفند ۱۳۸۸    | روزنامه بهار و ۱۶ نشریه | دریافت تذکر کتبی |
| ۱۸ بهمن ۱۳۸۹     | روزنامه‌های خراسان، جمهوری اسلامی و همشهری | دریافت تذکر کتبی |
| ۲۳ فروردین ۱۳۸۹  | روزنامه جهان صنعت، آرمان روابط عمومی، پول، بهار، مردم سالاری، گل و نشریه میبد | دریافت تذکر کتبی |
| ۳۰ فروردین ۱۳۸۹  | روزنامه بهار | توقیف |
| ۲۵ اردیبهشت ۱۳۸۹ | دوهفته‌نامه کانون خانواده | دریافت تذکر کتبی بخاطر درج یک جوک |
| ۱۱ خرداد ۱۳۸۹    | روزنامه مردم سالاری، آفتاب یزد، جهان اقتصاد، آرمان روابط عمومی، جمهوری اسلامی، جهان صنعت، کارون، وطن امروز، فرهیختگان، البرز ورزشی، خبر ورزشی و نشریه‌های بهداشت روان و جامعه، هنر موسیقی و راه | دریافت تذکر کتبی بخاطر تخلفات محتوایی و شکلی؛ روزنامه‌های وطن امروز و فرهیختگان، هر کدام دو تذکر می‌گیرند |
| ۲۵ خرداد ۱۳۸۹    | روزنامه‌های آفتاب یزد، وطن امروز، جمهوری اسلامی، پول و هفته‌نامه بصیرت جوانان | دریافت تذکر کتبی |
| ۱ تیر ۱۳۸۹       | فصلنامه فرهنگ آموزش؛ ماهنامه‌های رزم‌آور، دنیای کاراته، نسیم بیداری، فردوسی و گلستانه؛ دوهفته‌نامه مدینه گفتگو؛ هفته‌نامه رودکی                                                                    | فصلنامه فرهنگ آموزش لغو امتیاز شد، دوهفته‌نامه مدینه گفتگو توقیف می‌شود و به ماهنامه‌های رزم‌آور، دنیای کاراته، نسیم بیداری، فردوسی و گلستانه و هفته‌نامه رودکی تذکر کتبی داده‌شد. دلیل تذکر به رزم‌آور و دنیای، پرداختن به موضوع عرفان‌های کاذب و اندیشه‌های ساختگی، بدون نفی منطقی و کارشناسانهٔ آن‌ها بود |
| ۵ مهر ۱۳۸۹       | روزنامه اندیشه نو و هفته‌نامه بهار زنجان | لغو امتیاز |
| ۱۱ مهر ۱۳۸۹      | روزنامه جمهوری اسلامی | دریافت تذکر کتبی |
| ۱۹ مهر ۱۳۸۹      | فصلنامه سرنا، ماهنامه تالش، دوهفته‌نامه (جدول) کتاب هفت، هفته‌نامه قاصدک شهر، روزنامه جمهوری اسلامی                                                                                              | توقیف ماهنامه تالش و تذکر کتبی به سرنا، کتاب هفت، قاصدک شهر و روزنامه جمهوری اسلامی |
| ۱ آذر ۱۳۸۹       | فصلنامه فرهنگ مردم؛ دوهفته‌نامه خانه بخت؛ هفته‌نامه‌های چلچراغ، نسیم دوستی، پردیس، خانواده و سرگرمی؛ روزنامه‌های فرهنگ آشتی و آرمان                                                                | نشریه چلچراغ توقیف شد و فرهنگ مردم، خانه بخت، نسیم دوستی، پردیس، خانواده و سرگرمی، فرهنگ آشتی و آرمان تذکر کتبی گرفتند. تذکر روزنامه فرهنگ آشتی، به‌دلیل درج مطالب به زبان انگلیسی بود. |
| ۱۵ آذر ۱۳۸۹      | روزنامه جهان صنعت | دریافت تذکر کتبی به دلیل عملکرد نامطلوب در موضوع هدفمند کردن یارانه‌ها |

## خانواده
رامین دارای یک همسر می‌باشد که در آلمان و در زمانی که هر دو دانشجو بودند، ازدواج کردند. همسر وی دارای سمت استاد دانشگاهی است. دو پسر و یک دختر حاصل این ازدواج است.
سوسن صفاوردی، همسر رامین، از ماه‌های نخستین پیروزی انقلاب ایران، شروع به فعالیت سیاسی کرد. در آن زمان، وی از مسئولان انجمن اسلامی شهر کلاوستال آلمان بوده و فعالیت‌های مربوط به زنان، کودکان و خانواده را در این انجمن، سرپرستی می‌کرده. صفاوردی در سال ۱۹۹۵ (میلادی) همراه با همسرش به ایران بازمی‌گردد و تا امروز، در فعالیت‌های سیاسی و اجتماعی و علمی از جمله عضویت در هیئت علمی دانشگاه آزاد اسلامی، مسئولیت امور زنان مجمع جهانی اهل بیت، معاون هماهنگی و همکاری بین‌الملل مرکز امور زنان و خانواده، عضویت در شورای مرکزی شبکه سازمان‌های غیردولتی زنان؛ حضور داشته است. وی همچنین اقدام به ترجمه کتاب از زبان فارسی به آلمانی و بالعکس نموده است. کتاب «۷۲ ساعت در فرودگاه جان اف کندی» که شرح خاطرات سفر وی به آمریکا و عدم اجازه به مأموران امنیتی فرودگاه جان اف کندی برای انگشت‌نگاری و در نهایت، اخراج از آن کشور است را به رشته تحریر درآورده است. او در سال ۱۳۸۸، به نمایندگی از تشکل انجمن زنان پیرو اهل بیت، در کنفرانس دوربان ۲ که احمدی‌نژاد نیز در آن حضور داشت به عنوان دبیرکل، شرکت کرد.
یاسین رامین، فرزند ارشد محمدعلی رامین و همسر سابق مهناز افشار است. یاسین رامین سعی داشت از طریق میانجیگری سید محمد خاتمی، با علی طیب‌نیا، وزیر امور اقتصادی دولت یازدهم ارتباط برقرار کرده تا وزیر، وی را به سِمَت مدیرعاملی یکی از شرکت‌های بازرگانی ایران در آلمان منصوب کند و وی بتواند در آلمان زندگی کند که این امر با مخالفت وزیر روبرو شد. او در مصاحبه‌ای با نیوشا صارمی در سایت روز آنلاین پیرامون اتهامات ایجاد شده نسبت به وی و حواشی زندگی شخصیش به سوالات پاسخ داد.
محمدامین رامین، فرزند دیگر وی است و دانش‌آموخته رشته علوم سیاسی از دانشگاه علامه طباطبایی.

## در رسانه‌ها
رامین در یک مصاحبه تلفنی با رادیو گفتگو خطاب به مجری که در مورد اظهارات پیشینش دربارهٔ روحانیت و مسجد سؤال پرسید با عصبانیت گفت: «شما غلط می‌کنید از قول من این اراجیف را می‌گویید.» او در حاشیه نمایشگاه مطبوعات با تکرار و تأیید سخنان در آن برنامه گفت: «منظورم از عبارت غلط کردی، مجری و تهیه‌کننده آن برنامه بوده است نه مسئولان صدا و سیما.» او همچنین گفت می‌خواستم با این جواب جلوی فتنه را بگیرم.